# Horario de verano europeo
| Azul claro | Hora europea occidental/Hora media de Greenwich (UTC±00:00)                                       |
| Azul       | Hora europea occidental/Hora media de Greenwich (UTC±00:00)                                       |
| Azul       | Hora europea occidental de verano/Horario de verano británico/Hora estándar irlandesa (UTC+01:00) |
| Rojo       | Hora central europea (UTC+01:00)                                                                  |
| Rojo       | Hora central europea de verano (UTC+02:00)                                                        |
| Amarillo   | Hora europea oriental/Hora de Kaliningrado (UTC+02:00)                                            |
| Caqui      | Hora europea oriental (UTC+02:00)                                                                 |
| Caqui      | Hora europea oriental de verano (UTC+03:00)                                                       |
| Verde      | Hora de Moscú/Hora de Turquía (UTC+03:00)                                                         |

El horario de verano europeo o European Summer Time (EST) es el horario de ahorro de luz solar utilizado en Europa, periodo durante el que los relojes se adelantan una hora en relación con el tiempo oficial observado durante el resto del año.
Se lleva a cabo en todos los países de Europa Occidental, con excepción de Islandia, que usa el UTC durante todo el año. También el óblast ruso de Kaliningrado usa el UTC +2 durante todo el año. Bielorrusia y la mayor parte de la Rusia europea (incluida la península de Crimea) usan el UTC +3 durante el todo el año.
El cambio se produce en todos los países a la vez: en cada huso horario, a una hora distinta. Este periodo se extiende desde la 01:00 UTC del último domingo de marzo, hasta la 01:00 UTC del último domingo de octubre de cada año, para los del huso horario UTC.